# The Red Hot Chili Peppers
The Red Hot Chili Peppers är Red Hot Chili Peppers självbetitlade debutalbum, släppt i augusti 1984, och producerat av Andy Gill.

## Om albumet
Tills bandet fick sitt erkännande av Lindy Goetz, som erbjöd sig att bli deras manager, fick bandet till slut ett kontrakt med EMI efter tuffa förhandlingar om finansiellt stöd för ett riktigt band. Bandet hade nyligen fått uppmärksamhet på Los Angeles punkscen efter att ha spelat på småklubbar och pubar. Skivan blev aldrig någon riktig succé och är än idag Red Hot’s minst kända verk.
Inspelningen av albumet var inte en lätt process, Andy Gill och bandet stred över kreativa problem, han förde bandet åt det mer “radiovänliga” ljudet, något som de inte gick med på. Trots många gräl mellan Andy Gill och bandet, blev albumet släppt, även om bandet var besvikna på albumets dämpade mixning. När bandet höll på att spela in albumet var de i stort sett okända vid inspelningsstudion, vilket ofta ledde till att de hade problem med säkerhetsvakterna även om de var inbokade att använda studion. Albumet hade två singlar, “True Men Don't Kill Coyotes”, som det senaste spelades in en video till, och “Get Up And Jump”.
Originaluppsättningen av bandet var inte tillåtna att spela in musik tillsammans. Gitarristen Hillel Slovak och trummisen Jack Irons var kontaktsbundna till skivbolaget MCA efter en uppgörelse med deras andra band ”What Is This”, medan RHCP var bundna till EMI. Strax efter att RHCP fått sitt kontrakt berättade Hillel och Jack för Flea och Anthony att de tänkte spela i What Is This istället för RHCP. Som följd av detta blev Jack Sherman den nya gitarristen och Cliff Martinez den nya trummisen.
 Jack Sherman blev till slut sparkad från bandet före inspelningen av det andra albumet, Freaky Styley, något som öppnade upp för förre gitarristen Hillel Slovak. 
Albumet har blivit släppt två gånger sedan 1984. År 2003 släpptes albumet i en bearbetad version med förbättrat ljud. I samma version följde även en del låtar från bandets första inspelning. Itunes släppte år 2005 den versionen av albumet.

## Medverkande
- Anthony Kiedis, Sång
- Flea, Bas
- Jack Sherman, Gitarr
- Cliff Martinez, Trummor

## Låtlista
| Nr  | Titel                       | Längd | Notering |
| --- | --------------------------- | ----- | -------- |
| 1.  | True Men Don't Kill Coyotes | 3:40  | singel   |
| 2.  | Baby Appeal                 | 3:40  |          |
| 3.  | Buckle Down                 | 3:24  |          |
| 4.  | Get Up And Jump             | 2:53  | singel   |
| 5.  | Why Don't You Love Me       | 3:25  |          |
| 6.  | Green Heaven                | 3:59  |          |
| 7.  | Mommy Where's Daddy         | 3:31  |          |
| 8.  | Out In L.A.                 | 2:00  |          |
| 9.  | Police Helicopter           | 1:16  |          |
| 10. | You Always Sing The Same    | 0:19  |          |
| 11. | Grand Pappy Du Plenty       | 4:04  |          |

2003 års version med bonuslåtar
| Nr | Titel                             | Längd | Notering |
| -- | --------------------------------- | ----- | -------- |
| 1. | Get Up And Jump                   | 2:37  | demo     |
| 2. | Police Helicopter                 | 1:12  | demo     |
| 3. | Out in L.A.                       | 1:56  | demo     |
| 4. | Green Heaven                      | 3:50  | demo     |
| 5. | What It Is (a.k.a. "Nina's Song") | 3:57  |          |